# Katie Findlay
Katie Findlay (sinh ngày 28 tháng 8 năm 1990) là một nữ diễn viên người Canada.

## Danh sách phim

### Điện ảnh
| Năm  | Phim                           | Vai                     | Ghi chú   |
| ---- | ------------------------------ | ----------------------- | --------- |
| 2011 | An Instrument of Justice       |                         | Phim ngắn |
| 2011 | Crash Site: A Family in Danger | Frances Saunders        |           |
| 2013 | After the Dark                 | Bonnie                  |           |
| 2014 | Premature                      | Gabrielle               |           |
| 2015 | The Dark Stranger              | Leah Garrison           |           |
| 2015 | Jem and The Holograms          | Mary "Stormer" Phillips |           |